# Párová výuka
Párová výuka (nebo také duální, tandemová výuka, anglicky Co-teaching či Collaborative teaching) je jedna z organizačních forem výuky, při které se na vyučovací hodině podílejí dva učitelé. Může se jednat například o spolupráci pedagoga a studenta pedagogiky. Výhodou tandemové výuky je, že se student učí aktivně, nikoliv pasivně, jak by tomu bylo, kdyby jen pozoroval výklad provázejícího učitele. Párová výuka je způsob, jak zvýšit potenciál pro profesní rozvoj. Oba jsou odpovědní za plánování a realizaci výuky, ale také za vyhodnocení a reflexi výuky. Ani jeden z učitelů však není asistentem pedagoga k dítěti se speciálními vzdělávacími potřebami ani osobním asistentem dítěte (žáka). Jejich role je rovnocenná. Účelem párové výuky je zefektivnění vyučovacích hodin a reakce na specifické, individuální potřeby žáků. Může mít také funkci podpory pedagogického rozvoje začínajících učitelů, kteří mohou nabýt zkušenosti a inspiraci od zkušenějších kolegů.
Jelikož je párová výuka časově náročná na přípravu, je velice důležitá správná volba tandemového partnera. Zapojení učitelé spolu tráví mnoho času, měli by se pravidelně scházet a společně plánovat průběh a organizaci nadcházející vyučovací hodiny. Speciální čas vyžaduje také společná reflexe odučené hodiny.

## Prvky párové výuky
Výuka založená na spolupráci zkušenějšího s méně zkušeným pomáhá k rozvíjení dovedností obou. Funguje zde obousměrná zpětná vazba – provázející učitel dává zpětnou vazbu studentovi učitelství, student dává zpětnou vazbu učiteli. Zpočátku je běžné, že provázející učitel má hlavní slovo. Postupně nechává více iniciativy na studentovi. Spolupráce dvojice tak nejprve spočívá spíše v poučování studenta učitelem a později se stává více partnerskou (střídání se při vedení dílčích výukových aktivit, diskuse nad volbou výukových metod atd.).
Při přípravě tandemové výuky je důležité, aby spolu učitelé vycházeli, byli sladění a oba otevření párové výuce. Souhra učitelů je v párové výuce nesmírně důležitá, protože spolu tráví hodně času i při přípravě a hodnocení výuky, je tedy důležité, aby měli podobné výukové metody.

## Využití
Párová výuka je zatím převážně používá u dětí na nižších stupních nebo u přírodovědných předmětů, kde je potřeba některým žákům látku více vysvětlit. Díky přítomnosti dvou učitelů se jeden může věnovat pokročilejším studentům a druhý pomáhat studentům, kteří mají s látkou problémy. Párová výuka u děti na nižších stupních přináší hlavně pro děti více aktivit, může pro ně být zábavnější a zajímavější a pozitivně ovlivnit jejich vztah se školou do budoucna.
Učitelé na párovou výuku nejsou financováni Ministerstvem školství, mládeže a tělovýchovy ani jinými dotacemi. V České republice existují nadace, které párovou výuky podporují a školám na ni přispívají, například The Kellner Family Foundation v projektu Pomáháme školám k úspěchu financuje párové učitele na několika školách po celé republice. Některé školy, které se pro párovou výuku rozhodly, někdy prosí o financování učitelů přímo rodiče, jedná se o dlouhý proces, kdy je rodičům vysvětlována funkce a přínosy párové výuky, ti potom mohou přispět dobrovolnou sumou.

## Přínos
Párová (tandemová) výuka zvyšuje kvalitu výuky a pomáhá k zapojení všech žáků do výuky, nabízí možnost se více věnovat i například nějak znevýhodněným studentům, což mohou být ti, kteří látku méně chápou, nebo naopak nadaní studenti, kteří se v normální výuce nudí. Párová výuka přináší i více možností v experimentování se stylem učení, učení většinou probíhá klasicky (učitel před tabulí, děti v lavici), ale je více osobní a děti často bývají rozděleny do menších skupin, dochází tak k individualizaci výuky, a ta je tak i pro žáky zábavnější.
Párová výuka má několik výhod a přínosů i pro samotné učitele, kteří společnými silami mohou vylepšovat a posouvat svůj styl výuky, aby žákům nejvíce vyhovoval. Velké výhody jsou obzvláště pro učitele, kteří párovou výukou začínají svoji pedagogickou kariéru, díky párové výuce se mohou mnohé naučit od starších kolegů a najít si styl výuky, který jim bude nejvíce vyhovovat.

## Párová výuka v České republice
Párová výuka v České republice započala v roce 2010, kdy byl spuštěn pilotní projekt Pomáháme školám k úspěchu, a to na Základní škole Kunratice a Základní škole Mendelova v Karviné. Párová výuka není v českém prostředí součástí standardu vzdělávání ve veřejné škole, a není proto financována státem. Právní předpisy se věnují počtu dětí ve třídě, nikoli však počtu učitelů ve třídě. Pokud mají vedení školy, učitelé a rodiče o párovou výuku zájem, musejí hledat jiné zdroje financí.
Párová výuka pak může být financována prostřednictvím:
1. Dlouhodobých (několikaletých) projektů.
2. Krátkodobých (jednoletých) projektů.
3. Finančních darů poskytnutých škole dárcem.
4. Rodičovských organizací (např. spolků), jež uzavírají darovací smlouvy s dárci a následně se školou.

## Modely párové (tandemové) výuky
Autoři Robinson a Schaible (1995) rozlišují šest modelů výuky v týmu:
- Tradiční výuka – oba učitelé participují na prezentaci učiva.
- Spolupráce během výuky – vyučující před žáky diskutují o probíraném tématu.
- Doplňková (podpůrná) výuka – jeden učitel je zodpovědný za obsah a průběh výuky, druhý učitel asistuje a pomáhá realizovat aktivity.
- Paralelní výuka – vyučování probíhá ve dvou (příp. více) skupinách, přičemž každý učitel zodpovídá za výuku jedné skupiny. Vyučující téma je shodné pro obě skupiny.
- Diferencující výuka – učitelé pracují s více skupinami v téže třídě, často složenými z žáků, kteří probírané látce porozuměli, a z těch, kteří potřebují látku více procvičovat.
- Monitorující učitel – monitorující učitel vede výuku, druhý učitel sleduje chování a míru porozumění žáků.

Párová výuka by měla současně stavět na tzv. modelu 3S. Učitelé by měli:
- Společně plánovat průběh výuky.
- Společně výuku realizovat.
- Společně výuku vyhodnotit a provést reflexi.[2]